# Fritz Münch (Rechtswissenschaftler)
Fritz Münch (* 8. April 1906 in Oberhomburg, Kreis Forbach, Bezirk Lothringen, Reichsland Elsaß-Lothringen, Deutsches Kaiserreich; † 29. Oktober 1995 ) war ein deutscher Jurist, Hochschullehrer und Völkerrechtler.

## Biografie
Fritz Münch verbrachte seine Jugendzeit in Bocholt, wo er 1923 das Abitur ablegte. Nach einer Banklehre von 1923 bis 1925 studierte er von 1925 bis 1929 Rechtswissenschaften in Münster, Heidelberg, Bonn, Genf, Berlin und Kiel. In Kiel war er 1929 Referendar und wurde 1931 mit seiner Arbeit Ist an dem Begriff der völkerrechtlichen Servitut festzuhalten? zum Dr. jur. promoviert. Von 1931 bis 1935 war er Assistent des deutschen Richters Walter Schücking am Ständigen Internationalen Gerichtshof in Den Haag. 1935 wurde er Anwalt und Syndikus im Braunkohlebergbau in Halle. Ab 1943 nahm er als Soldat am Zweiten Weltkrieg teil und geriet 1945 in belgische Kriegsgefangenschaft.
Im Jahr 1949 kehrte Münch nach Deutschland zurück und habilitierte sich 1951 an der Universität Bonn. Er erhielt dort eine Privatdozentur, anschließend 1955 eine außerplanmäßige Professur für Völker-, Staats- und Verwaltungsrecht und wurde Referent im Ministerium für Angelegenheiten des Bundesrates. 1955 wurde er Leiter der Berliner Abteilung des Max-Planck-Institutes für ausländisches öffentliches Recht und Völkerrecht.
Fritz Münch war evangelisch, Oberregierungsrat und gehörte dem Ausschuss für Politik und Völkerrecht des Bund der Vertriebenen an. 1952 bis zum Sommer 1972 war Münch Mitglied der CDU. Dann wechselte er zur NPD. Er war Berater der Landsmannschaft Schlesien und initiierte 1970 zusammen mit Bolko von Richthofen die Gemeinschaft Ost- und Sudetendeutscher Grundeigentümer und Geschädigter e.V. (GOG). Am 19. November 1972 kandidierte er für die NPD zu den Bundestagswahlen.
1976 war Münch, der auch für die National-Zeitung geschrieben hatte, Preisträger der Ulrich-von-Hutten-Medaille, die von der rechtsextremen Gesellschaft für Freie Publizistik gestiftet wird. Die Laudatio hielt Hans Wissebach (Mitglied des Deutschen Bundestages). Der Europa-Burschenschaft Arminia Zürich zu Heidelberg, einem rechtsradikalen Verein, der burschenschaftliches Brauchtum nachahmt, gehörte er ebenfalls an. Er war zudem Membre Institut de Droit International. Münch lebte unter anderem in Heidelberg. Er war zuletzt Witwer und hatte fünf Kinder.

## Veröffentlichungen (Auswahl)
- Die Bundesregierung. 1954.
- Die Freie Stadt. Die Friedens-Warte. 1959.
- Effets d’une nationalisation à l’Etranger. Cours Academie de Droit International. 1959.
- Zur deutschen Frage. 1962.
- mit Heinz Dröge und Ellinor von Puttkamer: Die Bundesrepublik Deutschland und die Vereinten Nationen. 1966.